# Dorfkirche Kirchmöser

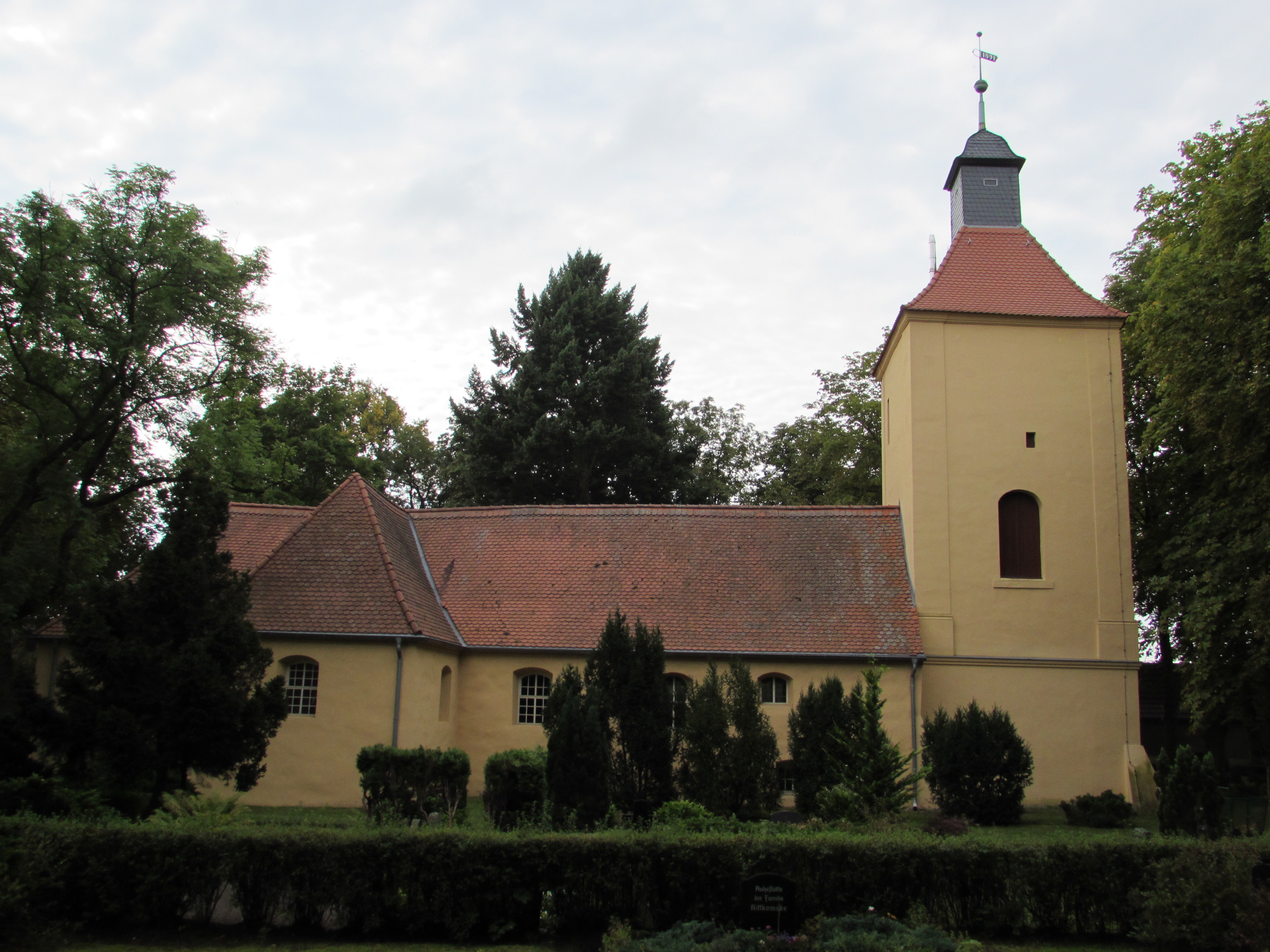
Dorfkirche Kirchmöser

Die evangelische, denkmalgeschützte Dorfkirche Kirchmöser steht in Kirchmöser, einem Ortsteil der kreisfreien Stadt Brandenburg an der Havel. Die Kirche gehört zum Pfarrbereich Brandenburg West im Kirchenkreis Mittelmark-Brandenburg der Evangelischen Kirche Berlin-Brandenburg-schlesische Oberlausitz.

## Beschreibung
Die Saalkirche ist im Kern eine Feldsteinkirche aus dem 14. Jahrhundert. Sie wurde 1716 in anderem Mauerwerk nach Osten verlängert und durch ein Querschiff zur Kreuzkirche erweitert. Gleichzeitig wurde der Kirchturm im Westen bis auf das von drei Strebepfeilern gestützte Erdgeschoss abgetragen und in Ziegeln neu errichtet. Die aufgestockten Geschosse sind bis auf die Lisenen an den Ecken schmucklos. Bedeckt ist der Kirchturm mit einem Zeltdach, aus dem sich ein 1891 erneuerter schiefergedeckter Dachreiter erhebt, der von einer Glockenhaube bekrönt wird. An der Südseite des Kirchturms befinden sich die Wappen der Familien von Görne und von Treskow.
Der Innenraum ist mit einer bemalten hölzernen Kassettendecke überspannt. Zur Kirchenausstattung gehört ein Kanzelaltar, der aus verschiedenen Einzelstücken zusammengesetzt wurde. Hinter einer Holzwand befindet sich der Chor, der seit 1935 als Sakristei genutzt wird. Die Orgel auf der Empore im Westen verfügt über 14 Register auf zwei Manualen und Pedal und wurde 1929 von Gustav Heinze gebaut.